# Крутикова, Ирина Владимировна
Ири́на Влади́мировна Кру́тикова (16 октября 1936, Москва — 15 марта 2025) — советский (российский) модельер, дизайнер, художник, Заслуженный художник России (2016), лауреат Государственной премии Российской Федерации, действительный член (академик) Российской Академии Художеств, член Международной ассоциации «Союз дизайнеров», Союза дизайнеров России, действительный член Ассоциации Высокой Моды и прет-а-порте, лауреат Недели Высокой Моды в Москве — обладатель гран-при «Золотой манекен», обладатель гран-при «SWAKARA» за вклад в развитие мировой моды.

## Биография
Родилась 16 октября 1936 года в Москве, отец — Крутиков Владимир Константинович, выпускник Текстильного института, работник Внешторга; мать — Крутикова Софья Исааковна (1910—1995), выпускница Текстильного института, инженер в Легпроме. В 1954 году поступила в Московский текстильный институт на факультет прикладного искусства, после второго курса направлена на обучение в Германию на факультет «мода» Института изобразительного и прикладного искусства (Берлин, ГДР), который окончила с отличием в 1961 году. В 1965 году приняла участие в показе коллекции моделей в Софии (Болгария). На Международном фестивале мод в Москве в 1967 году коллекция моделей получила медаль и диплом фестиваля. В 1967—2000 годах прошли показы новых коллекций моделей меховых изделий на выставках и фестивалях моды во Франкфурте, Нью-Йорке, Вашингтоне, Монреале, Лугано, Цюрихе, Алма-Ате, Далласе, Париже, Лондоне. В 1992 году присуждена Государственной премии России в области литературы и искусства.
С 1995 по 2000 годы принимала участие в Неделях высокой Моды (Москва, Россия). В 2000 году присуждено звание «Заслуженный работник лёгкой промышленности Татарстана» (Казань). В 2002 году принимала участие в создании и организации ежегодных конкурсов дизайнеров одежды «Ассамблея моды», «Кутюрье года» среди выпускников и учащихся ВУЗов, колледжей и лицеев. В 2004 году участвовала в рамках 15-го кинофестиваля «Кинотавр» с показом авторской коллекции. В 2008 году на показе коллекции моделей «Проба 985» с использованием обработки меха по нанотехнологии на юбилейной Франкфуртской международной ярмарке, коллекция Ирины Крутиковой признана лучшей. Ирина Владимировна — обладательница более 50 высших наград на международных выставках, конкурсах в России, Германии, Франции, США, Канаде, Болгарии, Венгрии, Словакии. Основная специализация — дизайн и конструирование изделий из меха. Общепризнанный эксперт в меховой промышленности. Неофициальный титул — Королева Меха России. Кредо Ирины Крутиковой — промышленный дизайнер — любую эксклюзивную модель из её коллекции можно разложить по операциям и внедрить в массовое производство, (если модель изначально не задумана в единственном экземпляре). Обладает многолетним практическим опытом воплощения уникальных творческих идей Высокой моды и поэтапным контролем за качеством производства моделей. Коллекция «Птицы», принёсшая Крутиковой мировую известность и звание Лауреата Государственной премии в 1992 году, навсегда вписало её имя в мировую историю моды. Основные работы: коллекция «Птицы» (начало 1990-х., коллекция пелерин «Бабочки», детская коллекция разноцветных шуб из овчины (1995—1996). Обладатель около 50 патентов в области меховой индустрии. Наиболее известно меховое пальто «Птица» из меха белки. В своих коллекциях Ирина Крутикова использует разнообразные меха, использует их неожиданные сочетания и цветовые решения. Основные виды меха, с которыми работает дизайнер: белка, горностай, каракульча, каракуль, колонок, кролик, крот, лиса, нерпа, овчина, ондатра, песец, соболь.
 В 2006 году совместно с «Центром Келдыша», всемирно известным НИИ в области ракетно-космической энергетики, ведущим исследовательским центром Федерального космического агентства России, создала уникальную коллекцию из меха, основанную на технологии нанопокрытий из драгоценных металлов меха и кожи. Научной разработкой технологии руководили академики РАН Анатолий Сазонович Коротеев и Николай Николаевич Пономарёв-Степной. Ирина Владимировна основала «Салон дизайна Ирины Крутиковой». Свободно владеет немецким языком.
Была замужем, двое дочерей.
Умерла 15 марта 2025 года. Похоронена в Москве на Кунцевском кладбище.

## Награды и звания
- Государственная премия Российской Федерации в области литературы и искусства (1992) — за коллекцию одежды из массовых видов мехов[2];
- Гран-при Недели Высокой моды в Москве «Золотой манекен» (1996)[4];
- Заслуженный работник лёгкой промышленности Татарстана, (Казань) (2000);
- «Золотая медаль за вклад в отечественную культуру» Творческого Союза Художников России (2005);
- Почётный орден общественного признания «Магистр красоты» за сохранение и приумножение исторического, духовного и культурного наследия России (2009);
- Действительный член (академик) Российской Академии Художеств (2012)[3];
- Заслуженный художник России (2016)[7].